# مریم و کودک ایستاده
مریم و کودک ایستاده (انگلیسی: Madonna Willys) یک نقاشی رنگ روغن از جووانی بلینی می‌باشد. این اثر متعلق به حدود سال ۱۴۸۰ میلادی است.